# Nothrus posticus
Nothrus posticus är en kvalsterart som beskrevs av Koch 1839. Nothrus posticus ingår i släktet Nothrus och familjen Nothridae. Inga underarter finns listade i Catalogue of Life.